# La emperatriz de China
La emperatriz de China, también conocido como La leyenda de Wu Mei-niang (chino tradicional: 武媚娘傳奇; chino simplificado: 武媚娘传奇; Wade-Giles: Wu3 mei4 niang2 ch'uan2 ch'i2; pinyin: Wǔ mèi niáng chuán qí) en Taiwán y China, Mou Zak-tin (chino tradicional: 武則天; Wade-Giles: Wu Tsê-t'ien) en Hong Kong, Macao, Malasia y Singapur, Busokuten (japonés: 武則天 -The Empress-) en Japón, es una serie de televisión china basada en los eventos de la dinastía Tang del siglo VII y siglo VIII, protagonizada Fan Bingbing como el personaje del título Wu Tsê-t'ien, la única mujer de la historia de China que gobernó como un emperador.
Es la tercera producción de televisión por Fan Bingbing Studio y cuenta con un presupuesto de más de 300 millones de yuanes (unos 39 millones de euros). Por ello, se cree que es la serie de televisión china más cara, superando el récord anterior de 280 millones de yuanes de Los héroes de las dinastías Sui y Tang (2013). La serie de televisión fue emitida por primera vez en Televisión de Hunan el 21 de diciembre del 2014 en la China continental.

## Sinopsis
Durante el segundo reinado de la dinastía Tang, Wu Ruyi (Fan Bingbing) ingresa al palacio a los 14 años como una inocente Cairen («Señorita talentosa») y aspira a servir al Emperador Taizong (Zhang Fengyi) como su consorte. El emperador Taizong pronto se percata y se enamora de ella, incitando a muchos a ponerse celosos de ella. Se propusieron destruirla en numerosas ocasiones acusándola falsamente de robo, asesinato y traición. Sobrevive gracias a su ingenio e inteligencia, pero el emperador Taizong la mantiene a distancia debido a una profecía que anuncia que una mujer de Wu robó la dinastía Tang. Cuando el emperador Taizong muere, es enviada a un monasterio para convertirse en monja. Sin embargo, el hijo menor del Emperador, Li Zhi (Aarif Rahman), quien más tarde se convierte en el Emperador Gaozong, ha estado enamorado de ella desde que era un niño. La lleva de vuelta al palacio y la convierte en su concubina. Durante su tiempo como consorte menor del emperador Taizong, aprendió cómo un emperador efectivo gobierna su corte. Usando ese conocimiento, ella ayudó a Li Zhi a recuperar el poder de su Regente, y ella misma a la posición de Emperatriz mientras vengaba la muerte de su hija. Ella gobernó con Li Zhi hasta su muerte, después de lo cual gobernó el país por derecho propio.

## Reparto

### Personajes principales
- Fan Bingbing como Wu Meiniang. (Emperatriz Wu Zetian)
- Zhang Fengyi como Li Shimin. (Emperador Taizong)
- Aarif Rahman como Li Zhi. (Emperador Gaozong)
- Janine Chang  como Xu Hui. (Consorte Xian)

### Personajes secundarios

#### Harén del Emperador Taizong
- Zhang Ting como Consorte noble Wei.
- Kathy Chow como Consorte pura Yang.
- Zhang Tong como Consorte virtuosa Yin.
- Zhang Ding Han como Emperatriz Wende / Zheng Wanyan.
- Nie Mei como Consorte capaz Liu.
- Sun Jia Qi como Xiao Qiang.
- Zhang Xi Ting como Feng Cairen.
- Liu Zhi Xi como Chen Meiren.

#### Harén del Emperador Gaozong
- Shi Shi como Emperatriz Wang.
- Viann Zhang como Consorte Xiao.
- Cui Bing como Liu Shi.
- Sandra Ma como Helan Min Yue.

#### Familia Real
- Lee Lee-zen como Li Chengqian.
- Li Jie como Li Ke.
- Ren Shan como Li Tai.
- Xue Yongyu como Li You.
- Li Yuexi como Princesa Su Mei.
- Mi Lu como Princesa Gaoyang.
- Cui Can como Li Sujie.
- Zhang Xuanming como Li Zhong.
- Chen Jingyuan como joven Li Zhong.
- Kang Fuzhen como Li Hong.
- Wang Wenjie como joven Li Xián.
- Yu Wentong como Li Xiǎn de mediana edad.
- Xi Yuli como Wei Shi.

#### Ministros y generales
- Li Chen como Li Mu.
- Wu Xiubo como joven Zhang Jianzhi.
- Wei Zi como anciano Zhang Jianzhi.
- Wang Huichun como Zhangsun Wuji.
- Wang Qianhng como Zhangsun Chong.
- Yao Yanlin como Shangguan Yi.
- Zheng Xiaozhong como Pei Yan.
- Liu Zuhe como Xu Jingzong.
- Li Yansheng como Chu Suiliang.
- Li Guangfu como Wei Zheng.
- Yu Haoming como Li Chunfeng.
- Yu Ailei como Li Yifu.
- Hou Jie como Hou Junji.
- Liu Xiaoxi como Fang Xuanling.
- Zhu Xiaohui como Fang Yi'ai, marido de la Princesa Gaoyang.
- Sun Ning como Li Shiji
- Qin Qidong como Bianji, amante ilícito de la Princesa Gaoyang
- Xu Jie como Di Renjie.

#### Siervientes/as
- Shen Baoping como Wang De, asistenta del Emperador Taizong.
- He Xin como Chengxin, compañero del príncipe heredero.
- Wang Zhen como Chun Ying, asistenta personal de la Consorte Wei.
- Chen Si Si como Qing Shun, asistenta personal de la Consorte Yang.
- Tu Liman como Liu Siyao, asistenta personal de la Consorte De.
- Wang Yanan como Wen Niang, asistenta personal de Xu Hui.
- Gao Yuan como Rui An.

#### Otros
- Shōta Matsushima como Motsube Amamori, jugador de ajedrez japonés.